# 로버트 존 버크
로버트 존 버크(Robert John Burke, 1960년 10월 12일 ~ )는 미국의 배우이다.

## 출연 작품

### 영화
- 로보캅 3 (1993)
- 툼스톤 (1993)
- 컨페션 (2002)
- 뮌헨 (2005) - 호전적인 미국인 역
- 굿 나잇 앤 굿 럭 (2005) - 찰리 맥 역
- 오 인 오하이오 (2006)

### 텔레비전
- 키드냅 (2006-07)
- 프로젝트 블루북 (2019)